# Железнов, Иосиф Сергеевич
Ио́сиф Серге́евич Железно́в (12 января 1888, Тверская губерния — не ранее 1930 года) — герой Первой мировой войны, русский военный лётчик, подпоручик, кавалер пяти боевых орденов, в том числе — Георгиевских крестов 4-й и 3-й степени и Георгиевского оружия. Командир Ревельского авиационного отряда, участник Гражданской войны, кавалер Ордена Красного Знамени, зам. начальника ВВС Сибирского военного округа.

## Биография
Родился 12 января (по старому стилю) 1888 года в Тверской губернии в крестьянской семье. Учился в Реальном училище-приюте принца П. Г. Ольденбургского. Окончил 4 класса.
В самом начале Мировой войны «охотником» (добровольцем) поступил на службу в армию. Зачислен в 1-ю авиационную роту. Направлен на теоретические курсы авиации и воздухоплавания в Петроградский политехнический институт. После успешного завершения учёбы откомандирован в Севастопольскую авиационную школу для обучения полётам. 06.06.1916 года получил звание «военного лётчика», освоив несколько типов самолётов. Принимал участие во множестве боевых и разведывательных полётов. Проявил незаурядное мастерство и отвагу. Награждён Георгиевским крестами 4-й и 3-й степени, орденами Святой Анны 4-й степени с надписью «За храбрость», 3-й степени с мечами и бантом, орденом Святого Станислава 3-й степенью с мечами, Георгиевским оружием. Был ранен и контужен. Произведён в прапорщики 05.10.1916 года, в подпоручики — 27.08.1917. С октября 1917 года назначен командиром Ревельского авиационного отряда.
В марте 1918 года добровольно вступил в РККА. Служил военным лётчиком в 6-м Социалистическом авиационном отряде. С 20.08.1918 назначен начальником во 2-й Олонецкий отряд РККФФВ. С 01.08.1919 года в 26-м разведывательном авиационном отряде. Служил командиром боевого звена в 25-й стрелковой дивизии под командованием В. И. Чапаева. 05.09.1919 в районе города Лбищенска «будучи окружен ночью на отрядном аэродроме» казаками Отдельной Уральской армии оказался в плену. Попал под трибунал, «как офицер, служивший в красной армии». Был оправдан, благодаря вмешательству генерал-майора В. С. Толстова. Около 2-х месяцев служил лётчиком в составе «белого» партизанского отряда казаков. 10.11.1919 года на самолёте «Ньюпор» совершил побег, перелетев на аэродром 26-го авиационного отряда Красной армии в город Уральск. До конца Гражданской войны и до 1923 года служил лётчиком в различных авиационных отрядах РККА. С 1 октября 1923 года по 14 февраля 1924 г. — в Липецке во 2-й Высшей школе лётчиков помощником начальника учебно-лётной части. Затем до февраля 1925 года вновь служил лётчиком в авиационных отрядах. С 10.02.1925 года — в Сибирском военном округе в отделе снабжения управления ВВС. Уволен в запас 20.02.1926 г. Последние упоминания о Иосифе Сергеевиче Железнове относится к 30-м годам, когда он находился на различных преподавательских должностях в учебных заведениях ВВС РККА.

## Награды
Орден Святого Георгия 4-й степени № 306501
«За то, что при полётах 12, 16, 21 июня и 12, 16, 31 июля, под неприятельским огнём произвёл разведки о силах и боевом расположении противника в районах Годлево, Вейверы, Дембова-Буда, Козлова-Руда, Кордаки, Гирники, Сапежишки и Пипле».
Орден Святого Георгия 3-й степени № 116747
«За боевые разведки под действительным артиллерийским огнем противника в период осады крепости Ковна от 26 июля 1915 г. и за перелёт в ночь на 4 августа в сфере действительного огня противника из крепости Ковна на стан Кошедары».
Орден Святой Анны 3-й степени с мечами и бантом
Орден Святого Станислава 3-й степени с мечами и бантом
Орден Святой Анны 4-й степени с надписью «За храбрость»
Георгиевское оружие
«За то, что 7-го апреля 1917 г., вызвавшись охотником выполнить задачу по разведке и сбрасыванию бомб (2 пуда 26 фунтов), в районе с. Сураня (Румыния), несмотря на ураганный огонь зенитных орудий, с явной опасностью для жизни, с успехом выполнил поставленную ему задачу. Одним из снарядов противника разбиты в самолёте мотор, пропеллер, бензиновые баки и оторвна от мотора кабинка».